# Łamigłówka architekta
Łamigłówka architekta – łamigłówka polegająca na połączeniu domków ze zbiornikami z gazem. Każdy domek musi być połączony z jednym zbiornikiem. Zbiorniki nie mogą stykać się bokami ani rogami. Każdy wiersz i każda kolumna ma przypisaną liczbę zbiorników (odpowiednio z lewej strony wiersza, na górze kolumny).

## Nazwy
Łamigłówki architekta znane są również jako: Zeltlager (połączenie namiotów z drzewem), Camping du Gouffre noir.

## Historia
Łamigłówka architekta jest polskim odpowiednikiem zagranicznych łamigłówek o identycznej metodzie rozwiązania. Zamiast drzew i namiotów użyto domów i zbiorników z gazem. Istnieje wiele wariacji odnośnie do ikonek służących do połączenia, np.: jajko i kura, samochód i garaż.
Łamigłówka architekta jest publikowana przez Wydawnictwo LOGI w miesięczniku Logi-Mix.